# La Tordera
La Tordera (ca; catalan : La Tordera) est un fleuve de Catalogne en Espagne. Il coule dans la commune de Tordera.
Le fleuve est long de 55 km. Sa source est dans le massif du Montseny et se jette dans la Mer Méditerranée. Le débit moyen du fleuve est de 5,01 m3/s.
Ses principaux affluents sont les rieras de Gualba, d'Arbúcies, de Santa Coloma et de Valmanya. Le fleuve s'écoule au travers de les aires protégées du Parc naturel du Montseny et du Parc du Montnegre et le Corredor.
La dernière section de La Tordera est un lit de sable sujet aux courants saisonniers. Le lagon saumâtre de son delta est une aire de repos importante pour les oiseaux migrateurs.
|  |  |